# Есат Сагай
Есат Сагай (на турски: Esat Sagay) е османски и турски военен (миралай) и политик.

## Биография
Роден е на 1 януари 1874 година в южния македонски град Бер, тогава в Османската империя, днес в Гърция. В 1894 година завършва Военната академия в Цариград. Служи в Сирия, тогава част от Османската империя, след което се връща в Цариград и работи като преподавател във Военната академия. Сред студентите му е Мустафа Кемал, бъдещият лидер на турската революция и основател на модерна Турция. През Първата световна война се сражава в успешната за империята Галиполска операция (1915 – 1916).
След войната, като полковник от османската армия, излиза в оставка. Присъединява се към Републиканската народна партия на Мустафа Кемал.
Депутат от вилает Бурса е в Третото (1927 – 1931) и Четвъртото Велико национално събрание на Турция (1931 – 1935).
В Шестото и Седмото правителство на Турция Есат Сагай служи като министър на народната просвета от 27 септември 1930 година до 19 септември 1932 година. Като бивш учител на Мустафа Кемал той е сред най-уважаваните членове на кабинета, но е консерватор и е силно критикуван от Решит Галип, член на революционното крило на партията. В крайна сметка Сагай подава оставка и е заменен от Галип.
Спомените му са издадени в 2012 година.
Умира на 22 май 1938 година в Истанбул.